# Dakhla-Oued Ed-Dahab
Dakhla-Oued Ed Dahab é uma das 12 regiões administrativas Marroquinas de primeiro nível. A sua capital é a cidade de Dakhla. Em 2014 tinha 142.955 habitantes distribuídos por 130.898 km².
Nota: A totalidade da região pertence ao Saara Ocidental, um território onde a legitimidade da administração marroquina não é reconhecida por muitos países nem pela Organização das Nações Unidas.

## Limites
Os limites da província são:
- Norte com a região de El Aiune-Saguia el Hamra.[4]
- Oeste pelo Oceano Atlântico.[4]
- Sul com a Mauritânia.[4]
- Leste com a Mauritânia.[4]

## História
A região foi criada pela nova divisão territorial das regiões em 2015, mantendo as mesmas províncias resultantes da antiga divisão regional de 1997.

## Organização administrativa
Administrativamente a região está dividida em 2 províncias , 4 círculos e 13 comunas.
As províncias da região são:
| Províncias    | Área   | Habitantes |
| Províncias    | em km² | em 2014    |
| ------------- | ------ | ---------- |
| Oued Ed Dahab | 69.528 | 126.765    |
| Aousserd      | 61.370 | 16.190     |

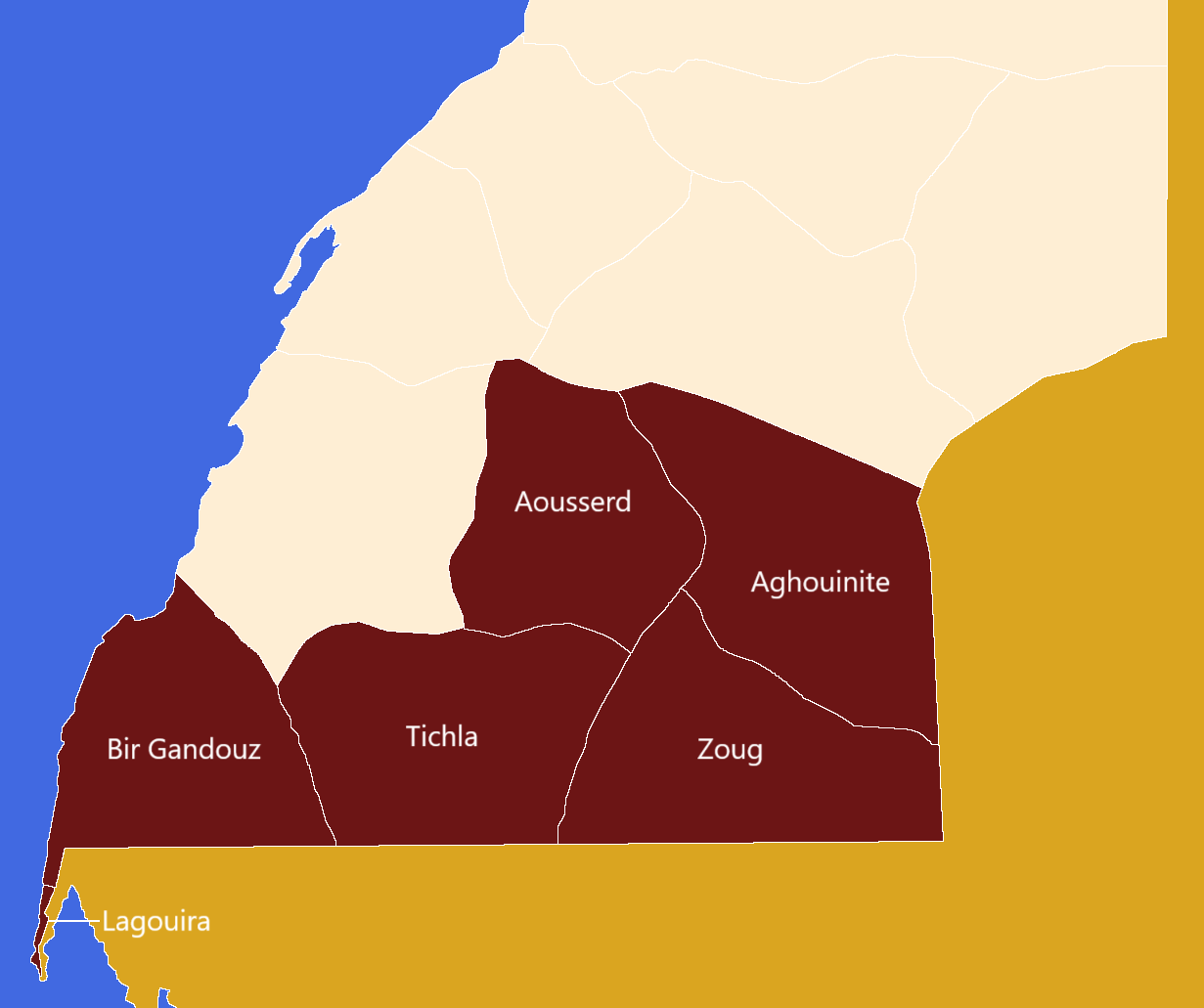
Os municípios e comunas da província de Aousserd.
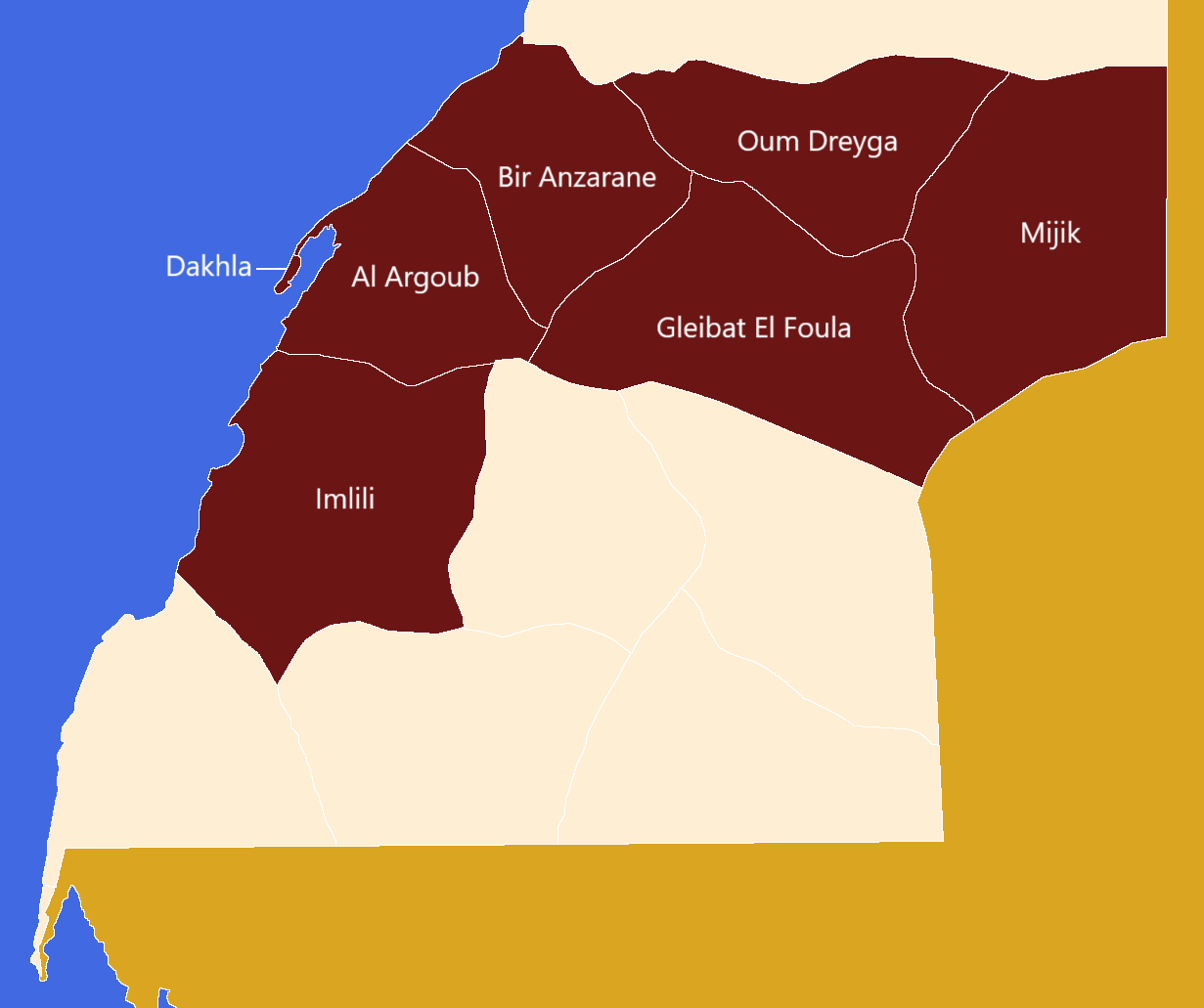
Os municípios e comunas da província de Oued Ed-Dahab.
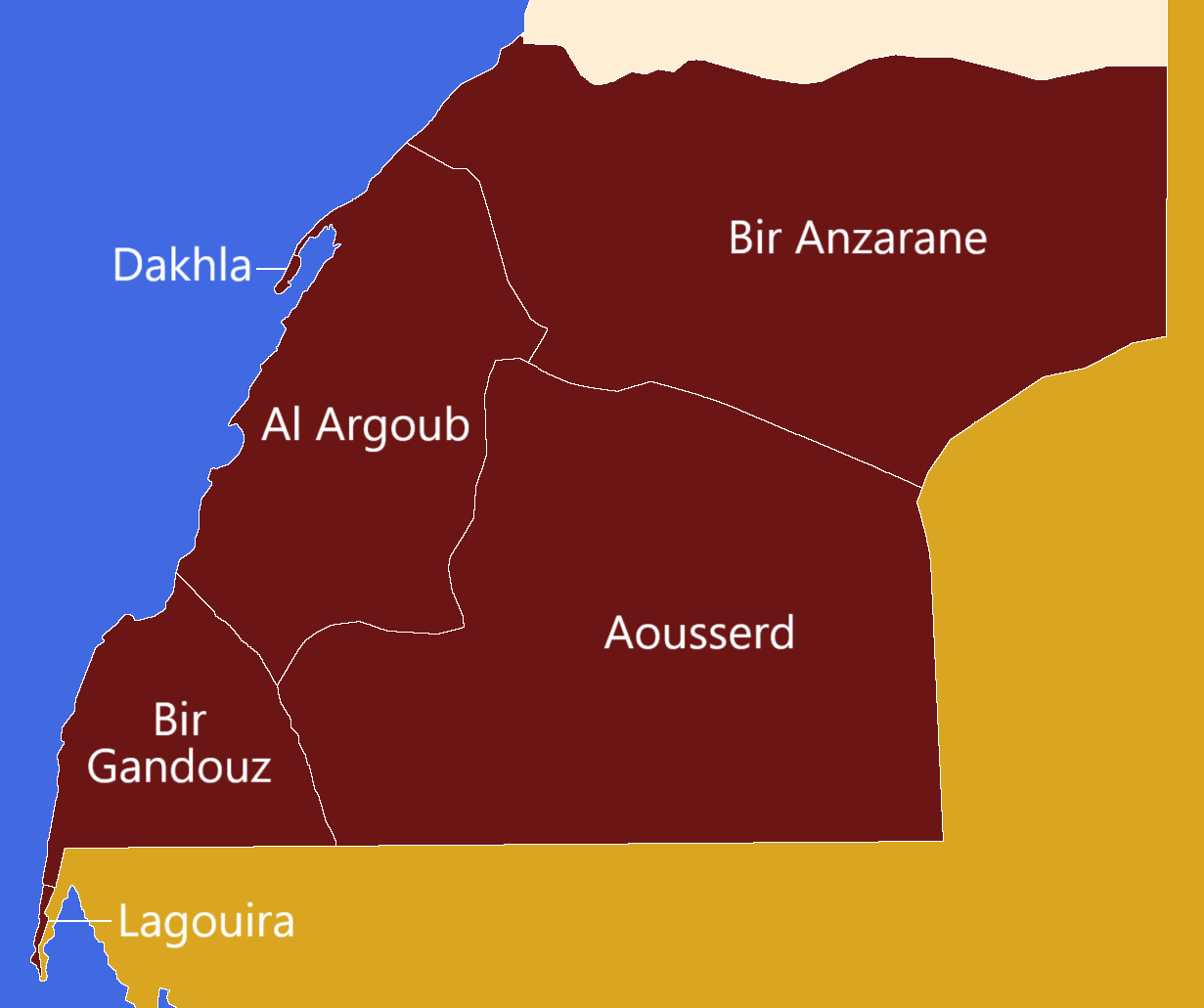
Os círculos e municípios da região de Dakhla-Oued Ed-Dahab.
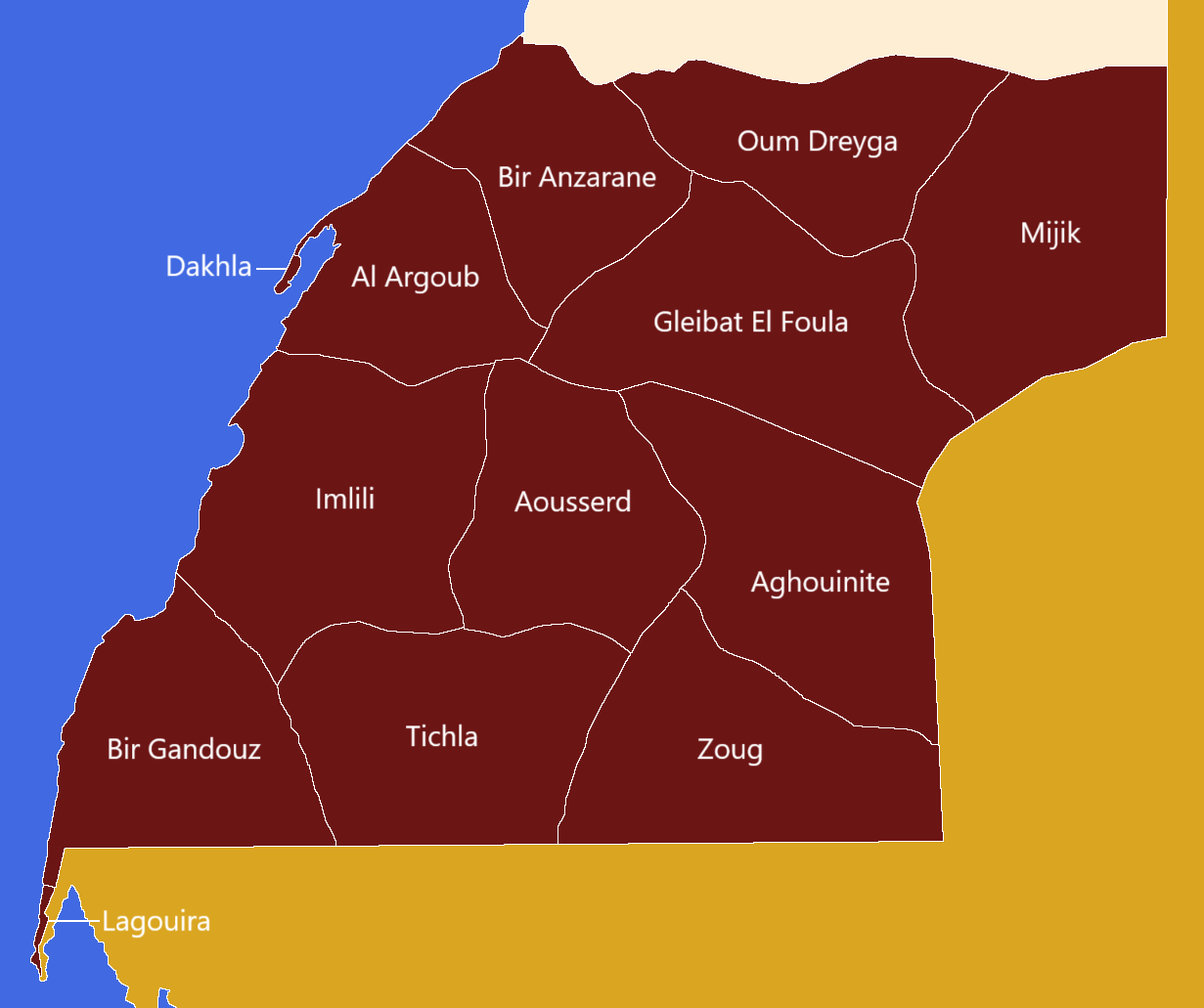
As comunas e municípios da região de Dakhla-Oued Ed-Dahab.

## Demografia
Em 2014 a população da região era de 142.955 habitantes.
| 2014    | 2004   | 1994   | 1982   |
| ------- | ------ | ------ | ------ |
| 142 955 | 99 367 | 36 751 | 21 496 |

### Dados demográficos

#### Crescimento demográfico
O crescimento demográfico anual da província entre os censos de 2004 e 2014 foi de 3,7%.

#### Urbanização
A população urbana em 2014 era de 106.277 habitantes.

#### População por grupos etários
Em 2014 o grupo etário dos 0 aos 14 anos representava 33,1% da população total da região, enquanto 63,4% da população tinha entre 15 a 59 anos e o grupo etário dos maiores de 60 anos representava 3,5%.

#### Educação e Escolaridade
Em 2014 a taxa de analfabetismo da região era de 23,9%. Por sexos a taxa de analfabetismo nas mulheres era de 29,1% e nos homens era de 20,1%.

## Economia
Em 2017 a população ativa da região era de 66,6%. A taxa de desemprego no mesmo ano era de 7,4%. A taxa de pobreza em 2014 era de 1,5%, sendo que 11,5% da população estava vulneráveis à pobreza.

### Agricultura
Em 2016 a área cultivada na região era de 435,3 hectares, sendo 385,8 hectares usados para produção hortícola, 30 hectares usados para a produção de forragens e 10 hectares para produzir frutas e legumes.

#### Pecuária
Em 2016, a região tinha uma população de 40.000 ovinos, 30.000 caprinos, 30.000 camelos e 520 bovinos.

### Pesca
A região é responsável por 46% do volume e 34% do valor do pescado capturado em Marrocos. A principais espécie capturada é a sardinha. 

### PIB regional
O PIB regional em 2013 era de 8.972 milhões de dirrãs (Dh), o que corresponde a 44.221 Dh per capita. O total nacional em 2013, era de 901.366 milhões de dirrãs, o que corresponde a 27.356 Dh per capita.

Em termos nacionais, a região é responsável por quase 1% da riqueza nacional marroquina.